# Gustav von Marquard
Gustav Ernst Heinrich Franz von Marquard (* 24. April 1827 in Darmstadt; † 24. Oktober 1899 ebenda) war ein deutscher Richter, Kreisrat und Provinzialdirektor im Großherzogtum Hessen.

## Familie
Der Vater war der Generalmajor Karl Marquard (1776–1854, 1819/1827 geadelt), die Mutter, Louise Karoline, eine geborene Toussaint.
Gustav von Marquard heiratete 1864 in Darmstadt Helene Marie Stein (1845–1928), Tochter des Rentiers Karl Stein.

## Karriere
Nach dem Studium der Rechtswissenschaft wurde Gustav von Marquard 1849 Akzessist am Hofgericht Darmstadt. 1858 wechselte er in die Verwaltung und wurde Kreisassessor, 1860 beim Kreis Groß-Gerau und 1863 beim Kreis Darmstadt. 1871 wechselte er in die Direktion der Provinz Starkenburg. 1871 bis 1875 war er zugleich Mitglied des Administrativjustizhofs. 1872 erhielt er die Beförderung zum Regierungsrat. 1877–1881 war er Kreisrat des Kreises Offenbach. 1881 wurde er Kreisrat des Kreises Darmstadt, ein Amt das mit der Funktion eines Direktors der Provinz Starkenburg verbunden war. Die Ämter hatte er bis zu seinem Tod 1899 inne.

## Weitere Engagements
- 1872 Mitglied der Zivildiener-Witwenkasse-Kommission[1]

## Ehrungen
- 1879 Ritterkreuz I. Klasse des Verdienstordens Philipps des Großmütigen[1]
- 1884 Kommandeurkreuz II. Klasse des badischen Ordens vom Zähringer Löwen[1]
- 1889 Komturkreuz II. Klasse des Verdienstordens Philipps des Großmütigen[1]
- 1889 preußischer Kronenorden II. Klasse[1]
- 1891 Geheimrat
- 1893 Bayerischer Verdienstorden vom Heiligen Michael II. Klasse[1]
- 1896 Russischer Sankt-Stanislaus-Orden I. Klasse[1]
- 1899 Komturkreuz I. Klasse des Verdienstordens Philipps des Großmütigen[1]